# Le Violon du diable (roman)
Le Violon du diable (Brimstone) est un roman policier américain de Douglas Preston et Lincoln Child paru en 2004. 
La traduction française par Sébastian Danchin est publiée en 2006 aux éditions L'Archipel.

## Résumé
Aloysius Pendergast, agent du FBI, et son partenaire Vincent D'Agosta, officier de police de la ville de Southampton dans l'État de New York, sont confrontés à une série de meurtres particulièrement violents : les victimes sont brûlées vives dans des circonstances étranges. Alertée, l'opinion publique ne tarde pas à mettre ces crimes sur le compte du diable.